# Chiesa di Santa Maria Assunta (Ala)
La chiesa di Santa Maria Assunta, nota anche come chiesa dell'Assunzione, è la parrocchiale di Ala, in provincia e arcidiocesi di Trento; fa parte della zona pastorale della Vallagarina e comprende, nella sua parrocchia, anche la chiesa sussidiaria di San Pietro in Bosco.

## Storia

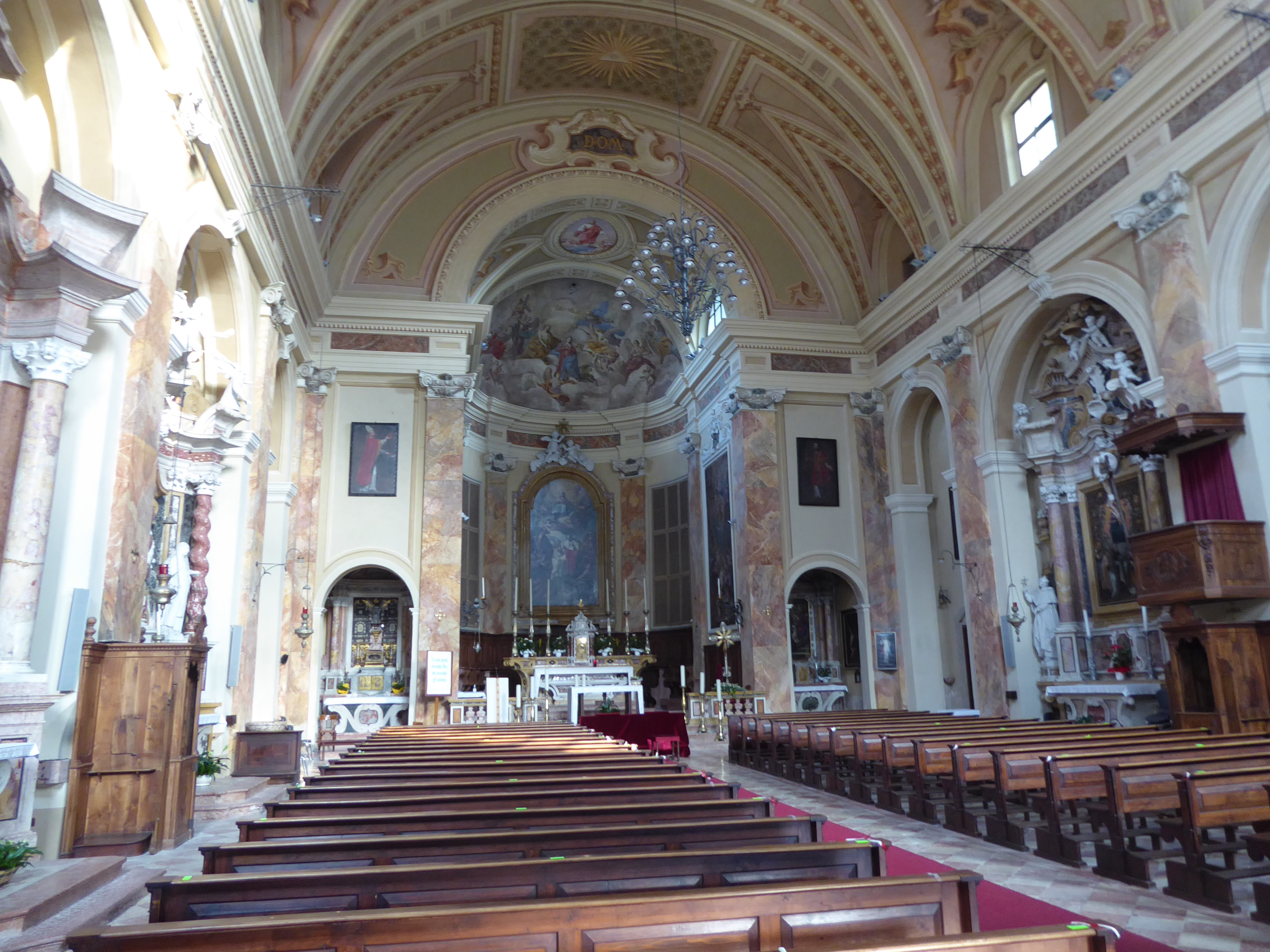
Interno

La prima citazione di una chiesa ad Ala risale al 1178. Probabilmente fu riedificata nel Quattrocento, ma ci è nota soltanto la data della sua consacrazione, ovvero il 30 maggio 1468. Si sa che fu costruita una nuova chiesa a tre navate nel 1501; venne consacrata il 13 dicembre 1561 dal vescovo Biagio Aliprandino, suffraganeo del vescovo cardinale Cristoforo Madruzzo.
La parrocchiale a navata unica venne edificata tra il 1648 e il 1686 per volere dell'arciprete Alfonso Buonacquisto e benedetta il 16 ottobre 1689. Il campanile fu eretto tra il 1667 e il 1670 e la chiesa consacrata il 18 novembre 1708 dal vescovo di Trento Giovanni Michele Spaur.
Nel 1814 la cuspide del campanile crollò e in seguito fu realizzata da Giuseppe Negrioli una copertura a cipolla. In periodo bellico, nel 1916, una granata austriaca colpì la chiesa e scoppiò all'interno, causando gravi danni alla struttura e, alla fine della guerra la chiesa fu oggetto di restauro e venne riconsacrata nel 1929.

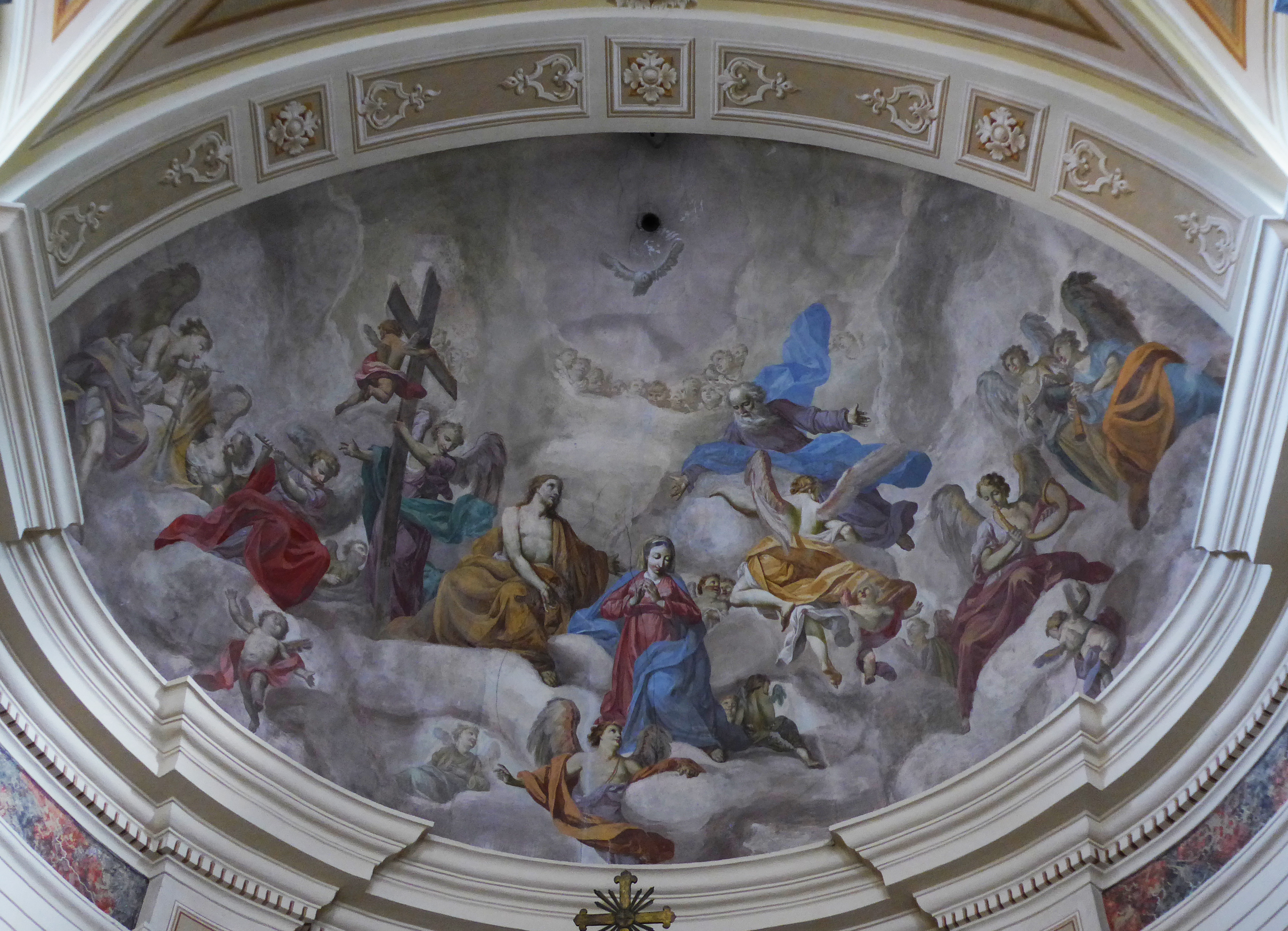
Affresco del catino absidale

## Descrizione
La chiesa si trova in posizione sopraelevata e domina la Villalta di Ala. Appoggia su un'altura caratterizzata da gradoni ed è protetta da un muro di notevole altezza.